# Meer van Murten
Het meer van Murten (Duits: Murtensee, Frans: Lac de Morat) is met 22,8 km² oppervlakte het kleinste van de drie grote meren in het Seeland (Merenland) aan de rand van de Jura in Zwitserland. Het meer ligt in de kantons van Fribourg en Vaud.
De hoofdtoevoer van water is de Broye. Door het Broyekanaal stroomt het water uit het meer van Murten in het Meer van Neuchâtel. Deze beide meren dienen als egalisatiebekken voor de Aare die in het Meer van Biel uitmondt. Wanneer het meer van Biel wordt overvuld, vloeit het water in het Broyekanaal daarom terug in het meer van Murten.
Het meer is 8,2 km lang en tot 2,8 km breed, en het ligt op 429 meter hoogte. De maximale diepte is 45 meter. Het meer bevat ongeveer 550 miljoen m³ water. Het afwatergebied is 693 km². Het water bevindt zich gemiddeld 1,6 jaar in het meer.
Aan de zuidelijke oever ligt de stad Murten. Aan de noordelijke zijde bevindt zich het wijngebied van Le Vully.

Meer van Murten op de nationale kaart van Zwitserland (1:25.000)